# Solanum praetermissum
Solanum praetermissum är en potatisväxtart som beskrevs av Kerr och Euphemia Cowan Barnett. Solanum praetermissum ingår i släktet skattor som ingår i familjen potatisväxter. Inga underarter finns listade i Catalogue of Life.